# Choristoneura ferrugininotata
Choristoneura ferrugininotata es una especie de polilla del género Choristoneura, tribu Archipini, subfamilia Tortricinae. Fue descrita científicamente por Obraztsov en 1968.

## Distribución
Se distribuye por Asia: India.